# Lista de episódios de Lucifer
A seguir se apresenta a lista de episódios de Lucifer, uma série de televisão na qual apresenta Lucifer Morningstar, um anjo que decide tirar férias do Inferno. Lucifer é uma série de drama e mistério transmitida no canal de televisão Fox nos Estados Unidos. Desenvolvida por Tom Kapinos, a série se passa em Los Angeles, na Califórnia, Estados Unidos. O elenco principal da série é constituído por diversos atores. Eles são: Tom Ellis, Lauren German, Kevin Alejandro, D. B. Woodside, Lesley-Ann Brandt, Scarlett Estevez, Rachael Harris, Tricia Helfer, Aimee Garcia e Tom Welling, que respectivamente interpretam Lucifer Morningstar, Chloe Decker, Dan Espinoza, Amenadiel, Mazikeen, Beatrice "Trixie" Espinoza, Linda Martin, Charlotte Richards / "Mãe", Ella Lopez e Marcus Pierce / Caim.
O primeiro episódio, "Pilot", foi emitido na noite de 25 de janeiro de 2016 e foi assistido por 7.16 milhões de telespectadores, um número ótimo para uma estreia de série. Os episódios seguintes também não decepcionaram a nível de audiência. No dia 7 de abril de 2016, a emissora Fox garantiu a série uma renovação para uma segunda temporada. Um dos fatores que deram um ótimo reconhecimento para a série foi a ampla aclamação pela crítica especialista, uma vez que recebeu a avaliação de 49/100 do site agregador de arte Metacritic.

## Resumo
| Temporada | Temporada | Episódios | Episódios          | Originalmente lançado  | Originalmente lançado  | Originalmente lançado |
| Temporada | Temporada | Episódios | Episódios          | Estreia da temporada   | Final da temporada     | Emissora              |
| --------- | --------- | --------- | ------------------ | ---------------------- | ---------------------- | --------------------- |
|           | 1         | 13        | 13                 | 25 de janeiro de 2016  | 25 de abril de 2016    | Fox                   |
|           | 2         | 18        | 18                 | 19 de setembro de 2016 | 29 de maio de 2017     | Fox                   |
|           | 3         | 26        | 26                 | 2 de outubro de 2017   | 28 de maio de 2018     | Fox                   |
|           | 4         | 10        | 10                 | 8 de maio de 2019      | 8 de maio de 2019      | Netflix               |
|           | 5         | 16        | 8                  | 21 de agosto de 2020   | 21 de agosto de 2020   | Netflix               |
| 8         | 5         | 16        | 28 de maio de 2021 | 28 de maio de 2021     |                        | Netflix               |
|           | 6         | 10        | 10                 | 10 de setembro de 2021 | 10 de setembro de 2021 | Netflix               |

## Episódios

### 1ª temporada (2016)
| N.º na série | N.º na temp. | Título                                                                 | Dirigido por      | Escrito por                   | Exibição original       | Audiência (milhões) |
| ------------ | ------------ | ---------------------------------------------------------------------- | ----------------- | ----------------------------- | ----------------------- | ------------------- |
| 1            | 1            | "Pilot" "(Piloto)" (BR)                                                | Len Wiseman       | Tom Kapinos                   | 25 de janeiro de 2016   | 7.16                |
| 2            | 2            | "Lucifer, Stay. Good Devil." "(Lucifer, Fique. Bom Diabo.)" (BR)       | Nathan Hope       | Joe Henderson                 | 1 de fevereiro de 2016  | 6.00                |
| 3            | 3            | "The Would-Be Prince of Darkness" "(O Quase Príncipe das Trevas)" (BR) | Louis Milito      | Jason Ning & Jenn Kao         | 8 de fevereiro de 2016  | 5.47                |
| 4            | 4            | "Manly Whatnots" "(Atributos)" (BR)                                    | Matt Earl Beesley | Ildy Modrovich                | 15 de fevereiro de 2016 | 5.13                |
| 5            | 5            | "Sweet Kicks" "(Sapatos)" (BR)                                         | Tim Matheson      | Sheri Elwood                  | 22 de fevereiro de 2016 | 4.86                |
| 6            | 6            | "Favorite Son" "(Filho Favorito)" (BR)                                 | David Paymer      | Jason Ning                    | 29 de fevereiro de 2016 | 3.91                |
| 7            | 7            | "Wingman" "(Parceiro)" (BR)                                            | Eriq La Salle     | Alex Katsnelson               | 7 de março de 2016      | 4.24                |
| 8            | 8            | "Et Tu, Doctor?" "(Et Tu, Doutor?)" (BR)                               | Eagle Egilsson    | Jenn Kao                      | 14 de março de 2016     | 3.86                |
| 9            | 9            | "A Priest Walks Into a Bar" "(Um Padre Entra no Bar)" (BR)             | David Frazee      | Chris Rafferty                | 21 de março de 2016     | 3.82                |
| 10           | 10           | "Pops" "(Pops)" (BR)                                                   | Tara Nicole Weyr  | Alex Katsnelson & Mike Costa  | 28 de março de 2016     | 3.76                |
| 11           | 11           | "St. Lucifer" "(Santo Lucifer)" (BR)                                   | Mairzee Almas     | Sheri Elwood & David McMillan | 11 de abril de 2016     | 3.44                |
| 12           | 12           | "#TeamLucifer" "(#TimeLucifer)" (BR)                                   | Greg Beeman       | Ildy Modrovich                | 18 de abril de 2016     | 3.81                |
| 13           | 13           | "Take Me Back to Hell" "(Leve-me de Volta ao Inferno)" (BR)            | Nathan Hope       | Joe Henderson                 | 25 de abril de 2016     | 3.89                |

### 2ª temporada (2016–2017)
| N.º na série | N.º na temp. | Título                                                                     | Dirigido por     | Escrito por                    | Exibição original      | Audiência (milhões) |
| ------------ | ------------ | -------------------------------------------------------------------------- | ---------------- | ------------------------------ | ---------------------- | ------------------- |
| 14           | 1            | "Everything's Coming Up Lucifer" "(Tudo Favorável a Lucifer)" (BR)         | Nathan Hope      | Joe Henderson                  | 19 de setembro de 2016 | 4.36                |
| 15           | 2            | "Liar, Liar, Slutty Dress on Fire" "(A Mentira Tem Vestido Curto)" (BR)    | Louis Milito     | Ildy Modrovich                 | 3 de outubro de 2016   | 3.67                |
| 16           | 3            | "Sin-Eater" "(Devorador de Pecados)" (BR)                                  | Mairzee Almas    | Alex Katsnelson                | 10 de outubro de 2016  | 3.67                |
| 17           | 4            | "Lady Parts" "(Partes Femininas)" (BR)                                     | Ben Bray         | Sheri Elwood                   | 17 de outubro de 2016  | 3.63                |
| 18           | 5            | "Weaponizer" "(Aniquilador)" (BR)                                          | Karen Gaviola    | Jason Ning                     | 24 de outubro de 2016  | 3.55                |
| 19           | 6            | "Monster" "(Monstro)" (BR)                                                 | Eagle Egilsson   | Chris Rafferty                 | 31 de outubro de 2016  | 3.42                |
| 20           | 7            | "My Little Monkey" "(Minha Pequena)" (BR)                                  | Tara Nicole Weyr | Jenn Kao                       | 7 de novembro de 2016  | 3.52                |
| 21           | 8            | "Trip to Stabby Town" "(Levou uma Apunhalada)" (BR)                        | Nathan Hope      | Jeff Lieber                    | 14 de novembro de 2016 | 3.87                |
| 22           | 9            | "Homewrecker" "(Destruidor de Lares)" (BR)                                 | Greg Beeman      | Mike Costa                     | 21 de novembro de 2016 | 3.63                |
| 23           | 10           | "Quid Pro Ho" "(Megera)" (BR)                                              | Nathan Hope      | Ildy Modrovich & Julia Fontana | 28 de novembro de 2016 | 4.09                |
| 24           | 11           | "Stewardess Interruptus" "(Interrupção de uma Comissária de Bordo)" (BR)   | Greg Beeman      | Sheri Elwood                   | 16 de janeiro de 2017  | 3.97                |
| 25           | 12           | "Love Handles" "(Pneuzinhos)" (BR)                                         | Karen Gaviola    | Alex Katsnelson                | 23 de janeiro de 2017  | 4.17                |
| 26           | 13           | "A Good Day to Die" "(Um Bom Dia Para Morrer)" (BR)                        | Alrick Riley     | Joe Henderson & Chris Rafferty | 30 de janeiro de 2017  | 4.19                |
| 27           | 14           | "Candy Morningstar" "(Candy Morningstar)" (BR)                             | Claudia Yarmy    | Jenn Kao                       | 1 de maio de 2017      | 3.41                |
| 28           | 15           | "Deceptive Little Parasite" "(Pequena Parasita Enganadora)" (BR)           | Brad Tanenbaum   | Mike Costa & Julia Fontana     | 8 de maio de 2017      | 3.25                |
| 29           | 16           | "God Johnson" "(Deus Johnson)" (BR)                                        | Sherwin Shilati  | Jason Ning                     | 15 de maio de 2017     | 3.05                |
| 30           | 17           | "Sympathy for the Goddess" "(Simpatia pela Deusa)" (BR)                    | Louis Milito     | Joe Henderson                  | 22 de maio de 2017     | 3.03                |
| 31           | 18           | "The Good, the Bad, and the Crispy" "(O Bonzinho, o Mau e o Gostoso)" (BR) | Karen Gaviola    | Ildy Modrovich                 | 29 de maio de 2017     | 3.31                |

### 3ª temporada (2017–2018)
| 32              | 1  | "They're Back, Aren't They?" "(Elas Voltaram, Não Foi?)" (BR)                                         | Karen Gaviola     | Ildy Modrovich                                                                | 2 de outubro de 2017    | 3.92 |
| 33              | 2  | "The One with the Baby Carrot" "(Quem Tem Pipi Pequeno)" (BR)                                         | Louis Milito      | Joe Henderson                                                                 | 9 de outubro de 2017    | 3.33 |
| 34              | 3  | "Mr. & Mrs. Mazikeen Smith" "(Sr. & Sra. Mazikeen Smith)" (BR)                                        | Tara Nicole Weyr  | Joe Henderson & Alex Katsnelson                                               | 16 de outubro de 2017   | 3.19 |
| 35              | 4  | "What Would Lucifer Do?" "(O Que Lucifer Faria?)" (BR)                                                | Eagle Egilsson    | Jason Ning                                                                    | 23 de outubro de 2017   | 3.26 |
| 36              | 5  | "Welcome Back, Charlotte Richards" "(Bem-Vinda de Volta, Charlotte Richards)" (BR)                    | Nathan Hope       | Chris Rafferty                                                                | 30 de outubro de 2017   | 3.37 |
| 37              | 6  | "Vegas with Some Radish" "(Vegas com uma Qualquer)" (BR)                                              | Karen Gaviola     | Ildy Modrovich & Sheri Elwood                                                 | 6 de novembro de 2017   | 3.48 |
| 38              | 7  | "Off the Record" "(Fora do Registro)" (BR)                                                            | Eduardo Sánchez   | História por : Jen Graham Imada Roteiro por : Chris Rafferty & Mike Costa     | 13 de novembro de 2017  | 3.58 |
| 39              | 8  | "Chloe Does Lucifer" "(Chloe Como Lucifer)" (BR)                                                      | Louis Milito      | Julia Fontana                                                                 | 20 de novembro de 2017  | 3.26 |
| 40              | 9  | "The Sinnerman" "(O Pecador)" (BR)                                                                    | Marisol Adler     | Jenn Kao                                                                      | 4 de dezembro de 2017   | 3.39 |
| 41              | 10 | "The Sin Bin" "(O Sin Bin)" (BR)                                                                      | Greg Beeman       | Sheri Elwood                                                                  | 11 de dezembro de 2017  | 3.36 |
| 42              | 11 | "City of Angels?" "(Cidade dos Anjos?)" (BR)                                                          | Mark Tonderai     | Jason Ning & Jenn Kao                                                         | 1 de janeiro de 2018    | 3.11 |
| 43              | 12 | "All About Her" "(Tudo Sobre Ela)" (BR)                                                               | Tara Nicole Weyr  | Alex Katsnelson                                                               | 22 de janeiro de 2018   | 3.77 |
| 44              | 13 | "Til Death Do Us Part" "(Até Que a Morte Nos Separe)" (BR)                                            | Sherwin Shilati   | Mike Costa                                                                    | 29 de janeiro de 2018   | 3.67 |
| 45              | 14 | "My Brother's Keeper" "(O Guardião do Meu Irmão)" (BR)                                                | Claudia Yarmy     | Joe Henderson & Jason Ning                                                    | 5 de fevereiro de 2018  | 3.71 |
| 46              | 15 | "High School Poppycock" "(Papagaiada de Colégio)" (BR)                                                | Louis Milito      | Chris Rafferty & Jen Graham Imada                                             | 26 de fevereiro de 2018 | 3.18 |
| 47              | 16 | "Infernal Guinea Pig" "(Cobaia Infernal)" (BR)                                                        | Eagle Egilsson    | Jenn Kao & Julia Fontana                                                      | 5 de março de 2018      | 3.13 |
| 48              | 17 | "Let Pinhead Sing!" "(Deixe-a Cantar!)" (BR)                                                          | Alrick Riley      | Ildy Modrovich & Sheri Elwood                                                 | 12 de março de 2018     | 2.97 |
| 49              | 18 | "The Last Heartbreak" "(O Último Coração Partido)" (BR)                                               | Hanelle Culpepper | Alex Katsnelson & Mike Costa                                                  | 19 de março de 2018     | 3.23 |
| 50              | 19 | "Orange Is the New Maze" "(Entre na Moda)" (BR)                                                       | Nathan Hope       | Jenn Kao                                                                      | 26 de março de 2018     | 3.19 |
| 51              | 20 | "The Angel of San Bernardino" "(O Anjo de San Bernardino)" (BR)                                       | Tara Nicole Weyr  | Jason Ning                                                                    | 16 de abril de 2018     | 3.18 |
| 52              | 21 | "Anything Pierce Can Do I Can Do Better" "(Tudo Que o Pierce Pode Fazer, Eu Posso Fazer Melhor)" (BR) | Jim Vickers       | Alex Katsnelson                                                               | 23 de abril de 2018     | 2.82 |
| 53              | 22 | "All Hands on Decker" "(Todos Ajudam a Decker)" (BR)                                                  | Eduardo Sánchez   | Sheri Elwood                                                                  | 30 de abril de 2018     | 2.84 |
| 54              | 23 | "Quintessential Deckerstar" "(Clássica Estrela Decker)" (BR)                                          | Claudia Yarmy     | Ildy Modrovich                                                                | 7 de maio de 2018       | 2.90 |
| 55              | 24 | "A Devil of My Word" "(Um Diabo de Palavra)" (BR)                                                     | Eagle Egilsson    | Joe Henderson                                                                 | 14 de maio de 2018      | 3.20 |
| Episódios bônus |    | |                   |                                                                               |                         |      |
| 56              | 25 | "Boo Normal" "(Boo, Normal)" (BR)                                                                     | Lisa Demaine      | Jen Graham Imada                                                              | 28 de maio de 2018      | 2.42 |
| 57              | 26 | "Once Upon a Time" "(Era Uma Vez)" (BR)                                                               | Kevin Alejandro   | História por : Ricardo Lopez Jr. Roteiro por : Ildy Modrovich & Joe Henderson | 28 de maio de 2018      | 2.42 |

Nota
1. ↑  Antes de a série ser cancelada,[58] a co-showrunner Ildy Modrovich afirmou que dois episódios que foram produzidos para a terceira temporada estavam configurados para serem movidos para uma possível quarta temporada.[59] Os dois episódios foram exibidos pela Fox em 28 de maio de 2018 como um único episódio bônus de duas horas.[60]

### 4ª temporada (2019)
| N.º na série | N.º na temp. | Título                                                                                   | Dirigido por        | Escrito por      | Lançamento        |
| ------------ | ------------ | ---------------------------------------------------------------------------------------- | ------------------- | ---------------- | ----------------- |
| 58           | 1            | "Everything's Okay" "(Está Tudo Certo)" (BR)                                             | Sherwin Shilati     | Joe Henderson    | 8 de maio de 2019 |
| 59           | 2            | "Somebody's Been Reading Dante's Inferno" "(Alguém Andou Lendo o Inferno de Dante)" (BR) | Sam Hill            | Ildy Modrovich   | 8 de maio de 2019 |
| 60           | 3            | "O, Ye of Little Faith, Father" "(Homens de Pouca Fé, Pai)" (BR)                         | Jessika Borsiczky   | Jason Ning       | 8 de maio de 2019 |
| 61           | 4            | "All About Eve" "(O Assunto é Eva)" (BR)                                                 | Sherwin Shilati     | Chris Rafferty   | 8 de maio de 2019 |
| 62           | 5            | "Expire Erect" "(Expirar Ereto)" (BR)                                                    | Viet Nguyen         | Mike Costa       | 8 de maio de 2019 |
| 63           | 6            | "Orgy Pants to Work" "(Calças de Orgia para Trabalhar)" (BR)                             | Louis Milito        | Aiyana White     | 8 de maio de 2019 |
| 64           | 7            | "Devil Is as Devil Does" "(O Diabo é Aquilo Que Faz)" (BR)                               | Richard Speight Jr. | Jen Graham Imada | 8 de maio de 2019 |
| 65           | 8            | "Super Bad Boyfriend" "(Namorado Muito Ruim)" (BR)                                       | Claudia Yarmy       | Jason Ning       | 8 de maio de 2019 |
| 66           | 9            | "Save Lucifer" "(Salvem Lucifer)" (BR)                                                   | Lisa Demaine        | Joe Henderson    | 8 de maio de 2019 |
| 67           | 10           | "Who's da New King of Hell?" "(Quem é o Novo Rei do Inferno?)" (BR)                      | Eagle Egilsson      | Ildy Modrovich   | 8 de maio de 2019 |

### 5ª temporada (2020–2021)
| Parte 1 |    |                                                                   |                     |                                                                                                |                      |
| 68      | 1  | "Really Sad Devil Guy" "(Diabo triste)"                           | Eagle Egilsson      | Jason Ning                                                                                     | 21 de agosto de 2020 |
| 69      | 2  | "Lucifer! Lucifer! Lucifer!" "(Lucifer! Lucifer! Lucifer!)"       | Sherwin Shilati     | Ildy Modrovich                                                                                 | 21 de agosto de 2020 |
| 70      | 3  | "¡Diablo!" "(Mais um diabo)"                                      | Claudia Yarmy       | Mike Costa                                                                                     | 21 de agosto de 2020 |
| 71      | 4  | "It Never Ends Well for the Chicken" "(O frango nunca se dá bem)" | Viet Nguyen         | Aiyana White                                                                                   | 21 de agosto de 2020 |
| 72      | 5  | "Detective Amenadiel" "(Detetive Amenadiel)"                      | Sam Hill            | Joe Henderson                                                                                  | 21 de agosto de 2020 |
| 73      | 6  | "BluBallz" "(Vai rolar?)"                                         | Richard Speight Jr. | Jen Graham Imada                                                                               | 21 de agosto de 2020 |
| 74      | 7  | "Our Mojo" "(Sexo e magia)"                                       | Nathan Hope         | Julia Fontana                                                                                  | 21 de agosto de 2020 |
| 75      | 8  | "Spoiler Alert" "(Aviso de spoiler)"                              | Kevin Alejandro     | Chris Rafferty                                                                                 | 21 de agosto de 2020 |
| Parte 2 |    |                                                                   |                     |                                                                                                |                      |
| 76      | 9  | "Redacted"                                                        | Nathan Hope         | Joe Henderson                                                                                  | 28 de maio de 2021   |
| 77      | 10 | "Bloody Celestial Karaoke Jam"                                    | Sherwin Shilati     | Ildy Modrovich                                                                                 | 28 de maio de 2021   |
| 78      | 11 | "Resting Devil Face"                                              | Bola Ogun           | História por : Mira Z. Barnum, Joshua Duckworth & Ricardo Lopez Jr. Roteiro por : Aiyana White | 28 de maio de 2021   |
| 79      | 12 | "Daniel Espinoza: Naked and Afraid"                               | Greg Beeman         | Mike Costa                                                                                     | 28 de maio de 2021   |
| 80      | 13 | "A Little Harmless Stalking"                                      | Richard Speight Jr. | Julia Fontana & Jen Graham Imada                                                               | 28 de maio de 2021   |
| 81      | 14 | "Nothing Lasts Forever"                                           | Lisa Demaine        | Chris Rafferty                                                                                 | 28 de maio de 2021   |
| 82      | 15 | "Is This Really How It's Going To End?!"                          | Ildy Modrovich      | Jason Ning                                                                                     | 28 de maio de 2021   |
| 83      | 16 | "A Chance at a Happy Ending"                                      | Karen Gaviola       | Joe Henderson & Ildy Modrovich                                                                 | 28 de maio de 2021   |